# مارگو مک‌دونالد
مارگو سیمینگتون مک‌دونالد (Margo MacDonald) (نام تولد، آیتکین؛ ۱۹ آوریل ۱۹۴۳ – ۴ آوریل ۲۰۱۴)، یک سیاست‌مدار، معلم و مجری تلویزیونی اهل اسکاتلند بود. وی از ۱۹۷۳ تا ۱۹۷۴ میلادی نماینده حوزه انتخابیه گلاسگو گوان از حزب ملی اسکاتلند در پارلمان اسکاتلند بوده و از ۱۹۷۴ تا ۱۹۷۹ میلادی معاون رهبر حزب ملی اسکاتلند شد. چندی بعد، وی از طرف حزب ملی اسکاتلند و سپس به‌طور مستقل از ۱۹۹۹ میلادی تا هنگام مرگش به عنوان نماینده حوزه انتخابیه لوتیان در پارلمان اسکاتلند خدمت کرد.

## پس زمینه
مارگو سیمنگتون آیتکین در هیملتون، لانارکشر جنوبی به دنیا آمده و در شرق کیلبراید بزرگ شد، او دو خواهر/برادر داشت.
مادر وی، جین یک پرستار بود، پدرش که رابرت نام داشت یک مرد «بسیار ظالم» توصیف شده‌است و مادرش زمانی که مارگو ۱۲ ساله بود از رابرت جدا شد. او تعلیمات خود را در آکادمی هیملتون کسب نموده و بلافاصله بعد از ترک مدرسه در کالج آموزش فیزیکی دانفرملین به عنوان معلم آموزش فیزیکی آموزش دید.

## خانواده
او با شوهر اولی خود به‌نام پیتر مک‌دونالد در ۱۹۶۵ میلادی ازدواج کرد و آن‌ها باهم در بلانتابیر یک می‌خانه به‌نام بارنهیل تاورین (که در آن محل مشهور به کلبه هولیت بود) داشتند. یک دیگر، مک‌دونالد قبل از این‌که از هم طلاق بگیرند، دو دختر به‌نام پیترا و زوی داشتند.
ازدواج دوم او با سیاست‌مدار و ستون‌نویس جیم سیلارز بود که در سال ۱۹۸۱ میلادی با وی ازدواج کرد. سیلارز در انتخابات میان دوره‌ای حوزه انتخابیه گلاسگو گوان از حزب ملی اسکاتلند برنده شد. پیترا مک‌دونالد با کریگ ریید که آوازخوان گروه پروکلیمرز بود ازدواج نمود؛ آن‌ها چهار فرزند داشتند.

## حرفه پارلمانی
مک‌دونالد که حامی متعهد و پرطنین استقلال اسکاتلند بود، با برنده شدن در انتخابات ۱۹۷۳ میان دوره‌ای گلاسگو گوان از جانب حزب ملی اسکاتلند در عمر ۳۰ سالگی، وارد سیاست پارلمانی شد. اعلام برنده‌شدن او در حوزه‌ای که تا آن زمان به عنوان دژ مستحکم حزب کارگر پنداشته می‌شد، «صحنه‌های نزدیک به هیجان و تشنج را در میان طرف‌داران» به‌میان آورد. انتخاب او در ماه‌های اخیر حکومت محافظه‌کارانه هیت، «این نظریه را که حزب ملی اسکاتلند تنها [...] زمانی می‌تواند بدرخشد که اداره حکومت در دست حزب کارگر باشد، واژگون کرد».
او مدعی شده‌است که انتخاب او در مجلس عوام پس از این بود که افراد منسوب به کمیته امنیت دولتی (کی جی بی) و آژانس اطلاعات مرکزی (سی آی ای) در حالی‌که تظاهر به خبرنگار می‌کردند او را به نهار بردند و باور داشتند که افراد MI5 در حزب ملی اسکاتلند رخنه کرده‌اند و افزایش در عواید نفت دریای شمال می‌تواند باعث استقلال شود.
او در انتخابات سراسری بعدی در فوریه ۱۹۷۴ نتوانست کرسی خود را حفظ نماید، اما در همان سال به عنوان معاون رهبر حزب ملی اسکاتلند گماشته شد. مارگو در یک جلسه شورای ملی که در دسامبر ۱۹۷۴ برگزار گردیده بود، از حزب ملی اسکاتلند برای باختن کرسی‌ها به حزب کارگر در مناطق صنعتی اسکاتلند انتقاد نموده و شدیداً از این حزب درخواست کرد تا برای رقابت به سمت چپ بروند. او قبلاً به عنوان نامزد حزب ملی اسکاتلند از حوزه انتخابیه هیملتون انتخاب گردیده بود، اما پس از این‌که مرگ نماینده پارلمان باعث شد تا انتخابات میان دوره‌ای ۱۹۷۸ در هیملتون برگزار شود، او در این انتخابات برنده نشد. در انتخابات سراسری ۱۹۷۹ که او از حوزه گلاسگو شیتلسون نامزد انتخابات شده بود، نیز ناموفق بود.
او به عنوان یک چپ‌گرای باوفا، یکی از سه سخن‌گوی برجسته گروه ۷۹ سوسیالیست بود، اما این کار وی در نهایت باعث شد تا در کنفرانس ۱۹۷۹ این حزب، مجدداً به عنوان معاون انتخاب نگردد. مارگو در اعتراض به ممنوعیت گروه ۷۹، در ۱۹۸۲ میلادی از عضویت حزب ملی اسکاتلند استعفا داد. او به عنوان یک مجری نیرومند و مورد احترام، در برنامه‌های گوناگون رادیویی و تلویزیونی شروع به کار کرد، از جمله برنامه کوتاه کالر ساپلیمینت در رادیو ۴ در اواسط دهه ۱۹۸۰. او به‌طور منظم با روزنامه‌های اسکاتلندی همکاری داشت، از جمله ادینبرا ایونینگ نیوز که تقریباً تا اواخر زندگی با این روزنامه کار کرد.
در اواسط دهه ۱۹۹۰، او دوباره به حزب ملی اسکاتلند برگشته بود و در انتخابات ۱۹۹۹ به عنوان نماینده لوتیان به پارلمان اسکاتلند راه یافت. او با نظریاتی صریحی که در مورد مسائل مختلف از جمله حقوق کارگران جنسی و معاش اعضای پارلمان داشت، به یک شخصیت برجسته در رسانه‌ها مبدل شد. او به سرعت خود را به عنوان یک شورشی در درون حزب معرفی کرده و در ۲۰۰۰ میلادی برای استفاده از یک رأی پارلمانی بدون اجازه حزب و اظهار نظر به یک روزنامه یکشنبه بر خلاف سیاست حزب، مورد اقدامات انضباطی قرار گرفت. وی برای این‌که در حزب ملی اسکاتلند از زمرهٔ بنیادگراها حساب می‌شد و در انتخابات ۲۰۰۰ رهبری حزب از الیکس نیل حمایت نمود، به تدریج تأثیر خود را در حزب نخست تحت رهبری الکس سالموند و سپس جان سوینری، از دست داد. او در فهرست نامزدان حزب ملی اسکاتلند برای انتخابات پارلمانی ۲۰۰۳ از حوزه انتخابی لوتیان در رده پنجم قرار داشت، اما با موفقیت توانست دوباره از طرف حزب ملی اسکاتلند به عنوان نماینده پارلمان انتخاب گردد.
در پاسخ به انتخاب وی، طوفانی از استعفاها در درون حزب آغاز شد و مک‌دونالد تصمیم گرفت تا به عنوان یک نماینده مستقل عمل کند. برای این کار، او به‌طور رسمی در ۲۸ ژانویه ۲۰۰۳ از حزب ملی اسکاتلند اخراج شد.
ابتلای وی به بیماری پارکینسون در این زمان برای مردم افشا گردید و ظاهراً تلاشی بود برای تنزیل احتمال انتخاب شدن وی در آینده. مک‌دونالد که شش سال قبل از این بیماری خود آگاهی داشت، گفت که این موضوع توسط «نیروهای تاریکی» به رسانه‌ها فاش شده‌است، اما یک سخن‌گوی حزب ملی اسکاتلند تأکید کرد که این افشاگری از داخل حزب صورت نگرفته‌است.
او در انتخابات پارلمانی ۲۰۰۳ اسکاتلند و همچنین در انتخابات‌های ۲۰۰۷ و ۲۰۱۱ به عنوان نماینده مستقل پارلمان مجدداً انتخاب گردید. پس از انتخاب مجددش در ۲۰۰۷، مک‌دونالد برای سِمت ریاست پارلمان نامزد شد، اما در رأی‌گیری مکرر به الیکس فیرگوسون باخت. در جریان نمایندگی خود در پارلمان به عنوان نماینده مستقل، او قهرمان مسائل بحث برانگیز شد، از جمله تلاش برای قانونی سازی اتانازی (مرگ تسهیل شده).
در دوران آمادگی برای همه‌پرسی استقلال اسکاتلند در ۲۰۱۴، مک‌دونالد از سازمان اطلاعاتی انگلستان درخواست تضمین کرد که آن‌ها در فرایند همه‌پرسی دخالت نمی‌کنند و این امر نشان‌دهنده این بود که سازمان اطلاعاتی «افرادی در حزب ملی اسکاتلند» داشتند.

## مرگ
مک‌دونالد به عمر ۷۰ سالگی در ۴ آوریل ۲۰۱۴ در خانه خود در ادینبرا درگذشت. چون وی به عنوان نماینده مستقل منطقه‌ای در پارلمان اسکاتلند انتخاب شده بود، بر اساس حکم قانون ۱۹۹۸ اسکاتلند، کرسی او تا انتخابات پارلمانی ۲۰۱۶ اسکاتلند خالی گذاشته شد. مدت کوتاهی پس از مرگ وی، تأیید شد که رهبران سیاسی طی یک جلسه ویژه در پارلمان از او بزرگداشت می‌کنند.

## حق من برای مردن
در ژوئیه ۲۰۰۸، مک‌دونالد برای ساختن مستندی در مورد مرگ تسهیل شده با بی‌بی‌سی اسکاتلند همکاری کرد. مک‌دونالد به عنوان کسی که از بیماری پارکینسون رنج می‌برد، برای مدت طولانی یکی از مدافعین مرگ تسهیل شده بود، او بیان داشت 
«به عنوان کسی که یک حالت رو به بدتر شدن – پارکینسون – دارد، این گفتمان برای من یک نظریه نیست. احتمال مبتلا شدن به بدترین شکل بیماری در اواخر عمرم، باعث شده‌است تا من در مورد چیزهای ناخوشایند فکر کنم. من قویاً احساس می‌کنم که، در صورت انتخاب میان از دست‌دادن عزتم یا روبرو شدن به تبعات یک مرگ دردناک و دوامدار، من باید این حق را داشته باشم تا به رنج خود و خانواده‌ام پایان دهم».

### یادبودها
- Scottish politician Margo MacDonald dies of Parkinson's; The Guardian
- Reaction to the death of Margo MacDonald; The Daily Record

| پارلمان بریتانیا           | پارلمان بریتانیا                                                | پارلمان بریتانیا      |
| -------------------------- | --------------------------------------------------------------- | --------------------- |
| پیشین: جان رنکین           | عضو پارلمان برای گلاسگو گوان 1973–فوریه ۱۹۷۴                    | پسین: هری سلبی        |
| مجلس اسکاتلند              |                                                                 |                       |
| پیشین: ایجاد حوزه انتخابیه | عضو پارلمان اسکاتلند برای لوتیان لوتیان‌ها (1999–2011) ۱۹۹۹–۲۰۱۴ | بدون متصدی            |
| مناصب احزاب سیاسی          |                                                                 |                       |
| پیشین: گوردون مورای        | حزب ملی اسکاتلند معاون رئیس (سیاست) 1972–1974                   | پسین: آرتور دونالدسون |
| پیشین: گوردون ویلسون       | معاون رئیس ارشد (رهبر نمایندگان) حزب ملی اسکاتلند 1974–79       | پسین: داگلاس هندرسون  |